# Krzczonowice (gmina)
Krzczonowice (lub Krzconowice, od 1870 Ćmielów) – dawna gmina wiejska istniejąca do 1870 roku w guberni radomskiej. Siedzibą władz gminy były Krzczonowice.
Gminę zbiorową Krzczonowice utworzono 13 stycznia 1867 w związku z reformą administracyjną Królestwa Polskiego. Gmina weszła w skład nowego powiatu opatowskiego w guberni radomskiej i liczyła 2554 mieszkańców.
W jej skład weszły wsie Brzustowa, Buszkowice, Wola Grójecka, Wólka Wojnowska, Wojnowice, Wióry, Glinka, Drzenkowice, Podchoiński Młyn, Przepaść, Piaski, Trembanów, Franpol, Jastków i Maryanki.
13 stycznia 1870 do gminy przyłączono pozbawiony praw miejskich Ćmielów, po czym gmina została zniesiona przez przemianowanie na gminę Ćmielów.